# Arthur Schomburg Center for Research in Black Culture

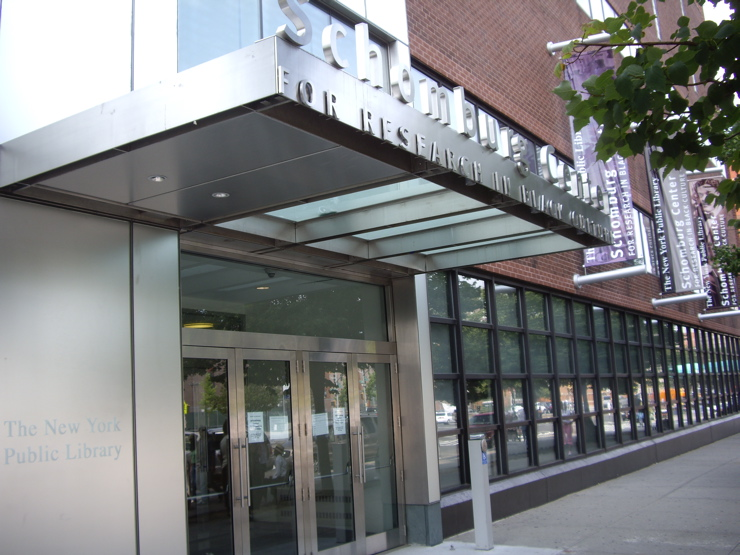
Schomburg Center

Het Arthur Schomburg Center for Research in Black Culture is een culturele instelling in het New Yorkse stadsdeel Harlem, dat deel uitmaakt van de New York Public Library. Het is een centrum voor het onderzoek en documentatie van de Afro-Amerikaanse cultuur. De kern van de documentatie was de persoonlijke verzameling van Arturo Alfonso Schomburg. Het centrum bezit ongeveer vijf miljoen documenten.